# 유로퓸

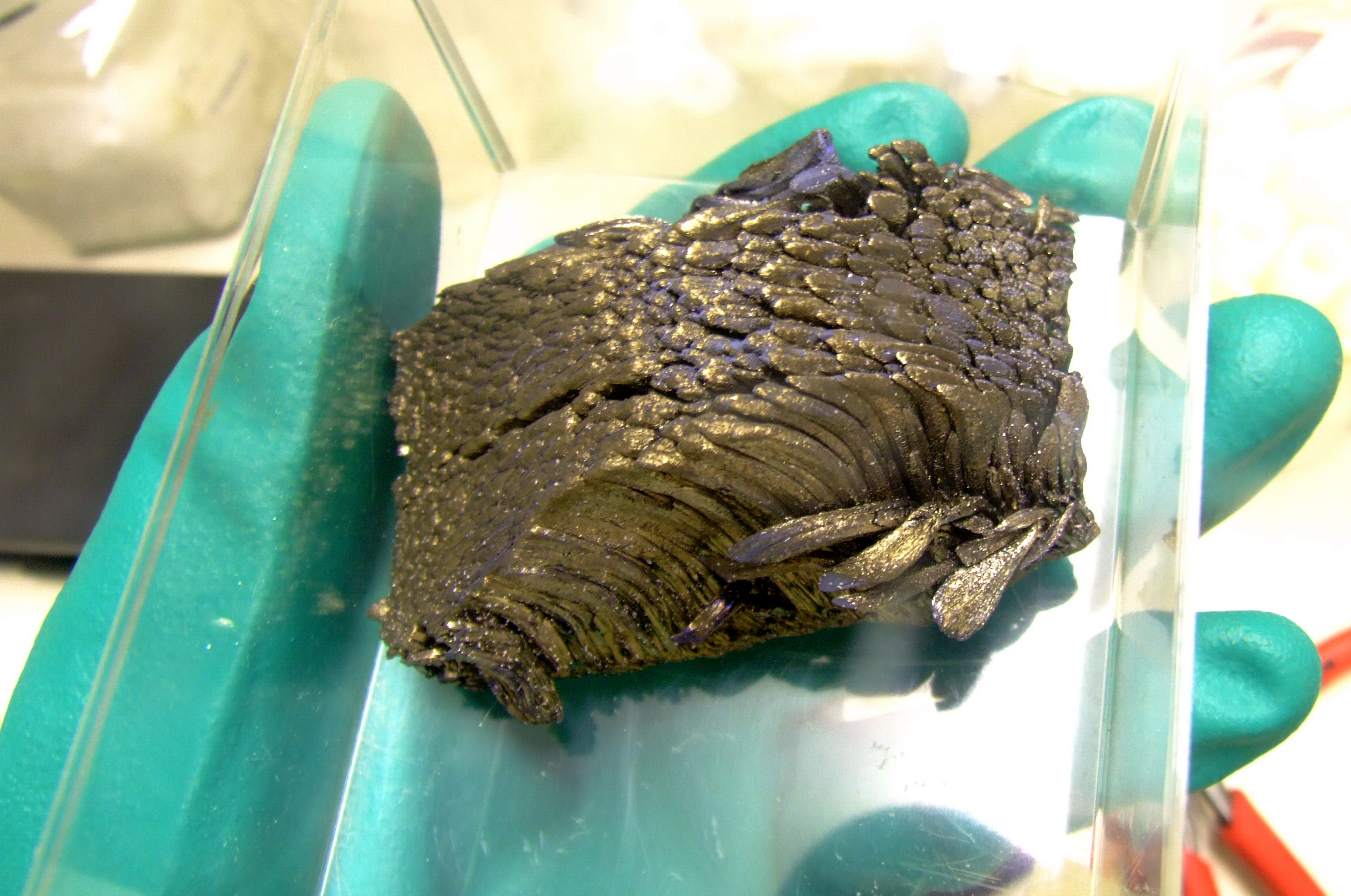

유로퓸(←영어: Europium 유로피엄[*], 문화어: 유로피움←독일어: Europium 오이로피움[*])은 화학 원소로 기호는 Eu(←라틴어: Europium 에우로피움[*]), 원자 번호는 63이다. 이름은 유럽 대륙을 따라 붙여졌다. 보통 브라운관의 유리에 쓴다.
칼로 잘라도 될 정도로 부드럽다. 유로퓸은 1901년에 분리되었으며 유럽 대륙의 이름을 따서 명명되었다. 유로퓸은 일반적으로 란탄 계열의 다른 원소들과 마찬가지로 산화 상태 +3을 가정하지만 산화 상태 +2를 갖는 화합물도 일반적이다. 산화 상태가 +2인 모든 유로퓸 화합물은 약간 환원된다. 유로퓸은 중요한 생물학적 역할을 하지 않으며 다른 중금속에 비해 상대적으로 독성이 없다. 대부분의 유로퓸 응용은 유로퓸 화합물의 인광을 이용한다. 유로퓸은 지구상에서 가장 희귀한 희토류 원소 중 하나이다.

## 역사
유로퓸은 다른 희귀 원소를 함유한 대부분의 광물에 존재하지만 원소 분리의 어려움으로 인해 1800년대 후반이 되어서야 원소가 분리되었다. 윌리엄 크룩스(William Crookes)는 최종적으로 유로듐에 할당된 원소를 포함하여 희귀 원소의 인광 스펙트럼을 관찰했다.
유로퓸은 1892년 폴 에밀 르코크 드 부아보드랑(Paul Émile Lecoq de Boisbaudran)에 의해 처음 발견되었다. 그는 사마륨이나 가돌리늄에 의해 설명되지 않는 스펙트럼 선을 가진 사마륨-가돌리늄 정광에서 기본 분획을 얻었다. 그러나 유로퓸의 발견은 일반적으로 프랑스의 화학자 외젠-아나톨레 드마르세이(Eugène-Anatole Demarçay)가 맡았는데, 그는 최근 발견된 사마륨 원소 샘플이 1896년에 알려지지 않은 원소로 오염되었다고 의심하고 1901년에 이를 분리할 수 있었다. 그런 다음 그는 그것을 유로퓸이라고 명명했다.
유로퓸 첨가 이트륨 오르토바나데이트 적색 형광체가 1960년대 초에 발견되어 컬러 TV 산업에 혁명을 일으킬 것으로 알려졌을 때, 모나자이트 가공업자들 사이에서 한정된 유로퓸 공급을 두고 쟁탈전이 벌어졌다. 모나자이트의 일반적인 유로듐 함량은 약 0.05%이다. 그러나 란탄족 원소의 유로퓸 함량이 0.1%로 비정상적으로 높은 캘리포니아주 마운틴 패스(Mountain Pass) 희토류 광산의 몰리크롭(Molycorp) 바스트네사이트 광상이 곧 가동되어 업계를 유지하기에 충분한 유로퓸을 공급할 예정이었다. 유로퓸 이전에는 컬러TV용 적색형광체의 강도가 매우 약했고, 나머지 형광체 색상은 색균형을 유지하기 위해 소거를 해야 했다. 눈부신 붉은색 유로퓸 형광체를 사용하면 더 이상 다른 색상을 소거할 필요가 없어 훨씬 더 밝은 컬러 TV 영상이 탄생했다. 유로퓸은 그 이후로 컴퓨터 모니터뿐만 아니라 TV 산업에서도 계속해서 사용되고 있다. 캘리포니아 바스트네사이트는 현재 0.2%의 훨씬 더 "풍부한" 유로퓸 함량을 보유한 중국의 바이윈얼보 광구와 치열한 경쟁에 직면해 있다.
1950년대 중반 희토류 산업에 혁명을 일으킨 이온 교환 기술 개발로 유명한 프랭크 스페딩(Frank Spedding)은 1930년대 희토류에 관해 강의하고 있던 중 나이든 신사가 그에게 다가와서 한 이야기를 들려준 적이 있다. 산화유로듐 몇 파운드를 선물로 주겠다는 제안. 이것은 당시에는 들어본 적도 없는 양이었고, 스페딩은 그 사람을 진지하게 받아들이지 않았다. 그러나 몇 파운드의 진짜 산화유로듐이 들어 있는 소포가 정식으로 우편으로 도착했다. 나이든 신사는 산화환원 화학을 포함하는 유명한 유로퓸 정제 방법을 개발한 허버트 뉴비 맥코이(Herbert Newby McCoy)로 밝혀졌다.